# Saint-Pierre-des-Bois
Saint-Pierre-des-Bois – miejscowość i gmina we Francji, w regionie Kraj Loary, w departamencie Sarthe.
Według danych na rok 1990 gminę zamieszkiwało 131 osób, a gęstość zaludnienia wynosiła 17 osób/km² (wśród 1504 gmin Kraju Loary Saint-Pierre-des-Bois plasuje się na 1101. miejscu pod względem liczby ludności, natomiast pod względem powierzchni na miejscu 1097.).